# Cyclosa chichawatniensis
Cyclosa chichawatniensis là một loài nhện trong họ Araneidae.
Loài này thuộc chi Cyclosa. Cyclosa chichawatniensis được miêu tả năm 2005 bởi Mukhtar & Mushtaq.